# Zarzuela (kommunhuvudort)
Zarzuela är en kommunhuvudort i Spanien.   Den ligger i provinsen Provincia de Cuenca och regionen Kastilien-La Mancha, i den centrala delen av landet, 140 km öster om huvudstaden Madrid. Zarzuela ligger 1 136 meter över havet och antalet invånare är 262.
Terrängen runt Zarzuela är huvudsakligen kuperad, men den allra närmaste omgivningen är platt. Terrängen runt Zarzuela sluttar västerut. Runt Zarzuela är det glesbefolkat, med 18 invånare per kvadratkilometer. Närmaste större samhälle är Villalba de la Sierra, 3,3 km sydost om Zarzuela. 